# Martin Metzger
Martin Metzger, né le 18 novembre 1925 à Aadorf et mort le 17 juin 1994 à Elgg, est un coureur cycliste suisse. Professionnel de 1949 à 1956, il a notamment remporté deux titres de champion de Suisse de cyclo-cross, ainsi que trois étapes du Tour de Suisse. Il compte quatre participations au Tour de France.

## Palmarès
- 1946
  - 3e du Championnat de Zurich amateurs
- 1948
  - 3e du Championnat de Zurich amateurs
- 1949
  -  Champion de Suisse de cyclo-cross
  - 2e du Championnat de Suisse sur route amateurs
- 1950
  -  Champion de Suisse de cyclo-cross
  - 2e étape du Tour de Romandie
  - 7e étape du Tour de Suisse
  - 8e du Tour de Suisse [1]
- 1951
  - 3e du championnat de Suisse de cyclo-cross
  - 4e du Tour de Romandie [1]
- 1953
  - 5e et 7e étapes du Tour de Suisse
  - 3e du Tour des Quatre Cantons
  - 9e du Tour de Suisse [1]

## Résultats sur les grands tours

### Tour de France
4 participations
- 1950 : abandon (8e étape)
- 1952 : abandon (11e étape)
- 1953 : 68e
- 1954 : abandon (13e étape)

### Tour d'Italie
- 1951 : 73e
- 1954 : 29e

### Tour d'Espagne
1 participation
- 1956 : abandon (12e étape)